# 肝付兼固
肝付 兼固（きもつき かねかた、生没年不詳）は、戦国時代の武将。大隅国肝付氏の庶流。受領名は越前守。父は肝付兼光。弟に兼恒。

## 略歴
文明15年（1483年）、父・兼光が没すると家督を継いだ。兼固は島津忠昌から姶良郡溝辺三十町を与えられ、文明16年（1486年）、兼固ら一族はそれまでの所領・大崎から溝辺に移住した際に、瑞泉山心慶寺(ずいせんざんしんけいじ)を建立した。
その後、兼固の子・兼演は島津氏の家老となり、加治木に移る。

## 系譜
- 父：肝付兼光
- 母：不詳
- 妻：不詳
  - 男子：肝付兼演
  - 男子：肝付兼利
  - 女子：上井薫兼室 - 上井覚兼母